# المسيحية في جوادلوب

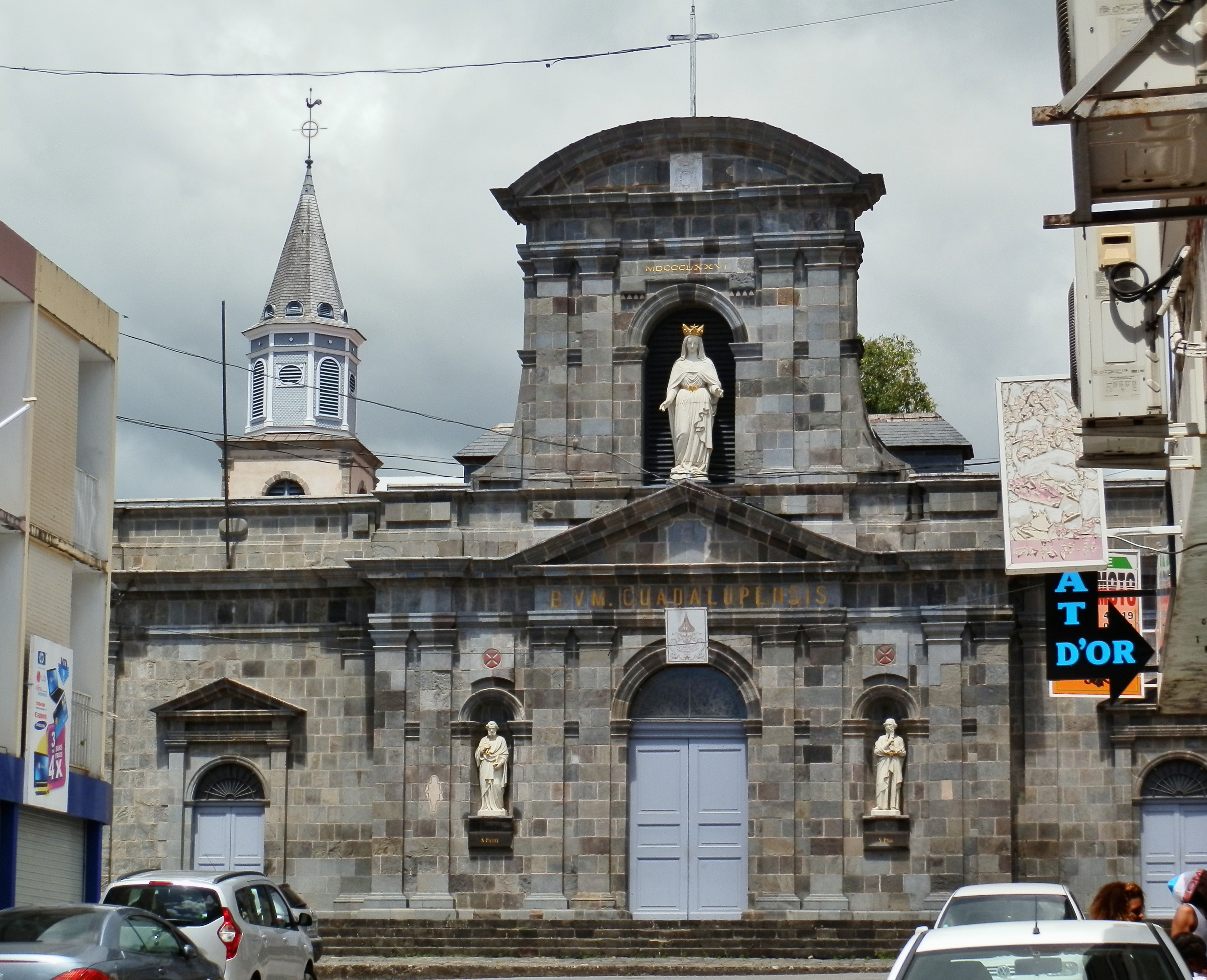
كنيسة السيدة غوادالوبي جوادلوب.

تعد المسيحية الديانة السائدة في جوادلوب، وفقاً لتقديرات مركز بيو للأبحاث عام 2010 حوالي 95.6% من السكان من المسيحيين، ويعتنق أغلب سكان جوادلوب المسيحية دينًا على المذهب الروماني الكاثوليكي، ويتبعون مطرانيّة باس-تير. هناك حضور بروتستانتي إنجيلي في البلاد وفدت حديثًا من الولايات المتحدة. ويتبع المجتمع الكاثوليكي المحلي مطرانيّة باس-تير الرومانية الكاثوليكية، والتي أُنشئت في عام 1850، كأبرشية جوادلوب وباس-تير، وكانت قد انفصلت عن مقاطعة إيل دي لا تيري فيرمي الرسولية آنذاك، وتمت إعادة تسمية المطرانية في عام 1951 إلى الاسم الحالي. والمطرانيَّة هي أيضًا عضو في مؤتمر الأساقفة في جزر الأنتيل.